# Distrito electoral de Thompson (condado de Pierce, Nebraska)
Thompson (en inglés: Thompson Precinct) es un distrito electoral ubicado en el condado de Pierce en el estado estadounidense de Nebraska. En el Censo de 2010 tenía una población de 150 habitantes y una densidad poblacional de 1,63 personas por km².

## Geografía
Thompson se encuentra ubicado en las coordenadas 42°23′42″N 97°39′36″O / 42.39500, -97.66000. Según la Oficina del Censo de los Estados Unidos, Thompson tiene una superficie total de 92.01 km², de la cual 92.01 km² corresponden a tierra firme y (0%) 0 km² es agua.

## Demografía
Según el censo de 2010, había 150 personas residiendo en Thompson. La densidad de población era de 1,63 hab./km². De los 150 habitantes, Thompson estaba compuesto por el 99.33% blancos, el 0% eran afroamericanos, el 0% eran amerindios, el 0% eran asiáticos, el 0% eran isleños del Pacífico, el 0% eran de otras razas y el 0.67% pertenecían a dos o más razas. Del total de la población el 0% eran hispanos o latinos de cualquier raza.